# Tirà cua de gall
El tirà cua de gall (Alectrurus tricolor) és una espècie d'ocell de la família dels tirànids (Tyrannidae) que habita praderies del nord i est de Bolívia, el Paraguai, sud del Brasil i nord-est de l'Argentina.